# Келлауэй, Люси
Люси Келлауэй (26 июня 1959) — британская журналистка. С 1985 года является корреспондентом газеты Financial Times, последние[какие?] 10 лет ведет на постоянной основе колонку, посвященную менеджменту, карьере и офисной жизни. По итогам премии British Press Awards 2006 была признана лучшим колумнистом года в Великобритании.
Автор книг о жизни в офисе и карьере:
- «Все ли в порядке в вашем офисе?» / Sense and Nonsense in the Office (1999 г.)
- «Кто трогал мой „блэкберри“?» / Who Moved My BlackBerry? (2005 г.)

а также книг, не переведенных на русский язык:
- The Real Office: All the Office Questions You Never Dared to Ask (2007 г.) и
- In Office Hours (2010 г.)

Для создания самой известной своей книги («Who Moved My BlackBerry?») Люси Келлауэй привлекла «к соавторству» виртуального персонажа, к помощи которого прибегала и при ведении своей колонки в Financial Times — Мартина Льюкса, успешного менеджера крупнейшей мировой маркетинговой корпорации, от имени которого написано большинство писем, составляющих основу романа.
До недавнего времени преподавала бизнес в католической школе St. Thomasmore но с осени 2023 года преподает экономику Ньюкасл колледже
[какого?]